# Beboid jezici
Beboid jezici, skupina južnobantoidnih jezika koji se govore na područjima afričkih država Kamerun i Nigerija. Najveći broj govornika ima jezik noone (25,000), a slijede ga ncane (15.000), nsari (7.000), ostali znatno manje. Obuhvaća (14) jezika, to su:
a) bukwen, Nigerija;
b) istočni/Eastern (7) kamerun: bebe, cung, kemezung, naki, ncane, noone, nsari;
c) mashi, Nigerija;
d) zapadni/Western (5) Kamerun: abar, fang, koshin, mbu', mundabli.

## Vanjske poveznice
- Ethnologue (14th)
- Ethnologue (15th)